# موریس سارای
موریس سارای (انگلیسی: Maurice Sarrail؛ ۶ آوریل ۱۸۵۶–۲۳ مارس ۱۹۲۹) یک فرد نظامی اهل فرانسه بود. او سومین کمیسر عالی فرانسه در سوریه و لبنان از تاریخ ۲۹ نوامبر ۱۹۲۴ تا ۲۳ دسامبر ۱۹۲۵ میلادی بود.
وی همچنین برنده جوایزی همچون لژیون دونور (صلیب بزرگ) شده است.